# Polska Hokej Liga (2024/2025)
Polska Hokej Liga 2024/2025 – 90. sezon mistrzostw Polski w hokeju na lodzie mężczyzn, po raz 70. przeprowadzony w formie rozgrywek ligowych, a po raz 12. pod nazwą Polskiej Hokej Ligi.

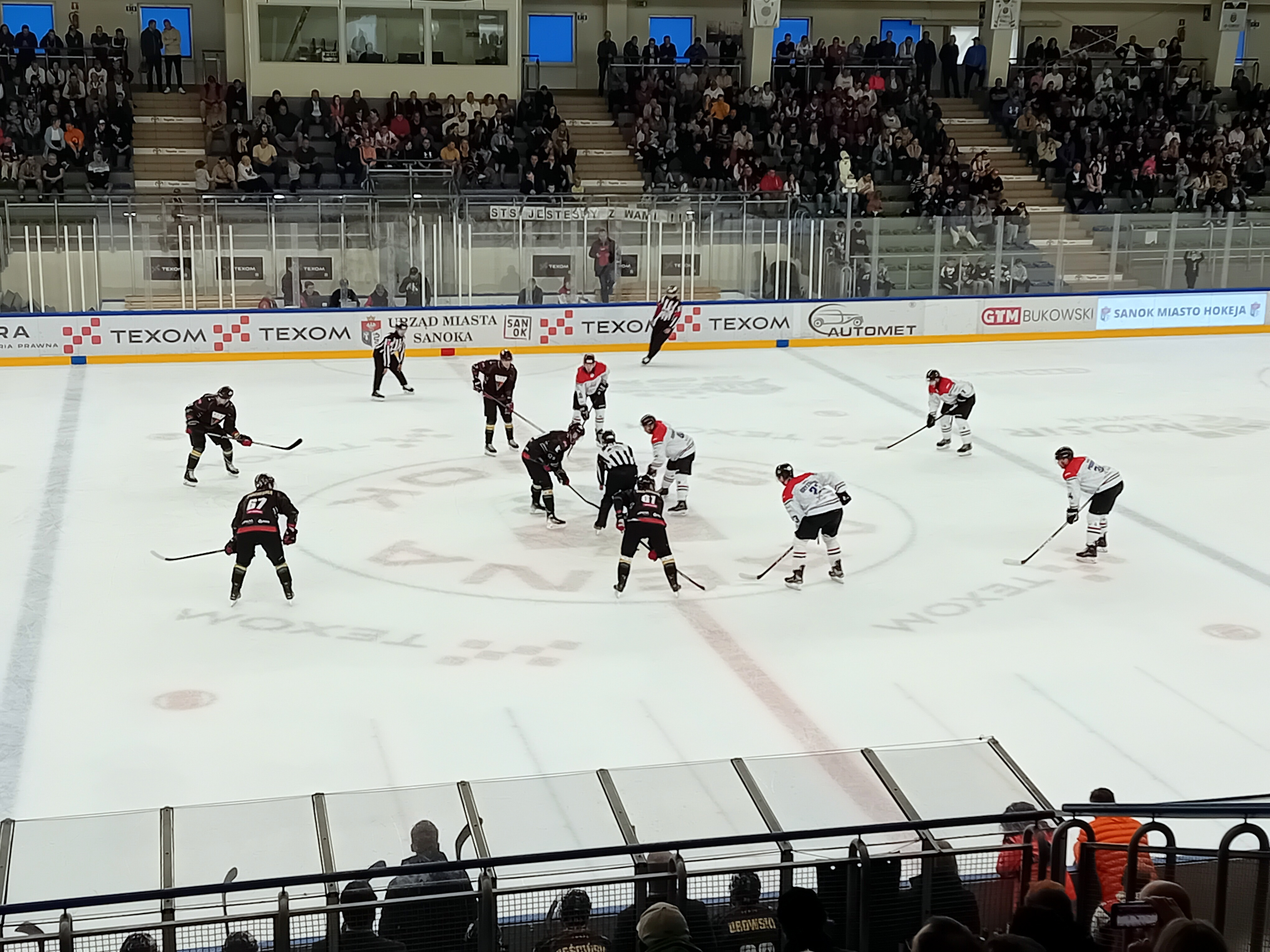
Mecz Texom STS Sanok – GKS Tychy (15 września 2024)

## Organizacja rozgrywek
Sponsorem tytularnym PHL pozostała firma Tauron Polska Energia, wobec czego nadal przyjęto marketingową nazwę Tauron Hokej Liga.
W sierpniu 2024 ogłoszono terminarz.

### Kluby uczestniczące
W procesie licencyjnym prawo uczestnictwa w sezonie otrzymało 9 drużyn: Re-Plast Unia Oświęcim, GKS Katowice, GKS Tychy, JKH GKS Jastrzębie, Comarch Cracovia, KH Energa Toruń, EC Będzin Zagłębie Sosnowiec, Podhale Nowy Targ, Texom STS Sanok.

### Informacje o drużynach
| Klub                      | Prezes            | Trener           | Asystent trenera    | Kapitan drużyny     |
| ------------------------- | ----------------- | ---------------- | ------------------- | ------------------- |
| JKH GKS Jastrzębie        | Kazimierz Szynal  | Róbert Kaláber   | Rafał Bernacki      | Maciej Urbanowicz   |
| KH GKS Katowice           | Krzysztof Nowak   | Jacek Płachta    | Ireneusz Jarosz     | Grzegorz Pasiut     |
| Comarch Cracovia          | Mateusz Dróżdż    | Marek Ziętara    | Jacek Szopiński     | Szymon Marzec       |
| Podhale Nowy Targ         | Jakub Majewski    | Marek Batkiewicz |                     | Bartłomiej Neupauer |
| TH Re-Plast Unia Oświęcim | Mariusz Sibik     | Antti Karhula    | Krzysztof Majkowski | Krystian Dziubiński |
| Texom STS Sanok           | Marta Przybysz    | Bogusław Rąpała  | Polska              | Karol Biłas         |
| HK Zagłębie Sosnowiec     | Adrian Pietrzyk   | Matias Lehtonen  | Mikołaj Łopuski     | Michał Kotlorz      |
| KH Energa Toruń           | Wiktor Cajsel     | Juha Nurminen    | Łukasz Podsiadło    | Robert Arrak        |
| GKS Tychy                 | Krzysztof Woźniak | Pekka Tirkkonen  | Adam Bagiński       | Filip Komorski      |

Uwagi i zmiany
- Drużyny uszeregowano w zestawieniu wedle kolejności alfabetycznej nazw miast.
- W kwietniu 2024 nowym szkoleniowcem Podhala został Kanadyjczyk Dave Allison, który odszedł z posady na początku września 2024 tj. tuż przed startem nowego sezonu[2][3][4]. Wówczas jego następcą został dotychczasowy asystent Dariusz Gruszka (formalnie jako I trener widniał posiadający odpowiednie uprawnienia formalne Marek Batkiewicz), który zrezygnował na koniec września 2024[5][6][7]. Następnie obowiązki przejął już faktycznie Marek Batkiewicz[8].
- 23 grudnia 2024 z posady główny trenera Unii Oświęcim odszedł Nik Zupančič[9], a 4 stycznia 2025 jako jego następca został ogłoszony Fin Antti Karhula[10].
- 27 grudnia 2024 ogłoszono zwolnienie sztabu szkoleniowego Zagłębia Sosnowiec (główny trener Piotr Sarnik i asystent Marcin Kozłowski)[11]. 4 stycznia 2025 jako jego następca został ogłoszony Fin Matias Lehtonen[12]. 21 stycznia 2025 jego asystentem został ogłoszony Mikołaj Łopuski[13].
- 16 stycznia 2025 ogłoszono, że z posady trenera STS Sanok został zwolniony dotychczasowy główny szkoleniowiec Elmo Aittola, a następnie obowiązki szkoleniowe przejęli dotychczasowi asystenci Marcin Ćwikła i Bogusław Rąpała, a wkrótce potem samodzielnym trenerem został B. Rąpała[14][15][16].

## Runda zasadnicza
Przebieg rundy zasadniczej przewidziano na okres od 13 września 2024 do 16 lutego 2025, a w jej trakcie zaplanowano rozegranie 40 kolejek.

### Tabela
| Msc. | Drużyna                      | M  | W  | WpD | WpK | PpD | PpK | P  | G+  | G−  | +/−  | Pkt. |
| ---- | ---------------------------- | -- | -- | --- | --- | --- | --- | -- | --- | --- | ---- | ---- |
| 1.   | GKS Tychy                    | 40 | 28 | 3   | 1   | 3   | 0   | 5  | 189 | 83  | +106 | 95   |
| 2.   | KH GKS Katowice              | 40 | 24 | 3   | 1   | 2   | 2   | 8  | 156 | 84  | +72  | 84   |
| 3.   | KS Re-Plast Unia Oświęcim    | 40 | 25 | 2   | 0   | 1   | 2   | 10 | 166 | 107 | +59  | 82   |
| 4.   | JKH GKS Jastrzębie           | 40 | 22 | 3   | 2   | 1   | 0   | 12 | 162 | 101 | +61  | 77   |
| 5.   | KH Energa Toruń              | 40 | 17 | 3   | 1   | 5   | 0   | 14 | 132 | 114 | +18  | 64   |
| 6.   | MKS Comarch Cracovia         | 40 | 18 | 1   | 0   | 1   | 1   | 19 | 157 | 135 | +22  | 58   |
| 7.   | EC Będzin Zagłębie Sosnowiec | 40 | 16 | 1   | 1   | 3   | 1   | 18 | 133 | 123 | +10  | 56   |
| 8.   | Texom STS Sanok              | 40 | 6  | 0   | 1   | 0   | 0   | 33 | 74  | 189 | -115 | 20   |
| 9.   | KH Podhale Nowy Targ         | 40 | 1  | 0   | 0   | 0   | 1   | 38 | 54  | 287 | -233 | 4    |

Legenda:
- Msc. = lokata w tabeli, M = liczba rozegranych spotkań, W = Liczba meczów wygranych, WpD = Liczba meczów wygranych po dogrywce, WpK = Liczba meczów wygranych po karnych, PpD = Liczba meczów przegranych po dogrywce, PpK = Liczba meczów przegranych po karnych, P = Liczba meczów przegranych, G+ = Gole strzelone, G− = Gole stracone, +/− = Bilans bramkowy, Pkt. = Liczba zdobytych punktów
- = Awans do fazy play-off

### Statystyki
Statystyki zaktualizowane po zakończeniu rundy zasadniczej.
| Gole                                 | Gole | Asysty                                | Asysty | Punkty                                | Punkty |
| ------------------------------------ | ---- | ------------------------------------- | ------ | ------------------------------------- | ------ |
| Johan Lundgren (Cracovia)            | 27   | Tim Wahlgren (Cracovia)               | 39     | Johan Lundgren (Cracovia)             | 62     |
| Patryk Krężołek (Zagłębie Sosnowiec) | 27   | Hannu Kuru (JKH GKS Jastrzębie)       | 36     | Tim Wahlgren (Cracovia)               | 55     |
| Teemu Pulkkinen (JKH GKS Jastrzębie) | 26   | Damian Tyczyński (Zagłębie Sosnowiec) | 35     | Damian Tyczyński (Zagłębie Sosnowiec) | 52     |
| Rasmus Heljanko (GKS Tychy)          | 24   | Johan Lundgren (Cracovia)             | 35     | Rasmus Heljanko (GKS Tychy)           | 49     |
| Filip Komorski (GKS Tychy)           | 24   | Joona Monto (GKS Tychy)               | 34     | Henry Karjalainen (Unia Oświęcim)     | 49     |

## Faza play-off
Terminarz fazy play-off wyznaczono na okres od 22 lutego do 7 kwietnia 2025.
Przed I rundą (1/4 finału) drużyny z miejsc 1-3 po fazie zasadniczej mogły kolejno wybrać dowolnego rywala z miejsc 5-8, tym niemniej ich wybory okazały się zbieżne z automatycznym przydziałem par tj. 1-8, 2:7, 3:6, 4-5.

### Wyniki
Ćwierćfinały:
- GKS Tychy (1) – Texom STS Sanok (8) 4:0 (22, 23, 26, 27 lutego)
  - GKS Tychy – Texom STS Sanok 6:0 (1:0, 3:0, 2:0)
  - GKS Tychy – Texom STS Sanok 13:1 (4:0, 4:1, 5:0)
  - Texom STS Sanok – GKS Tychy 2:5 (2:2, 0:1, 0:2)
  - Texom STS Sanok – GKS Tychy 1:5 (1:0, 0:3, 0:2)
- KH GKS Katowice (2) – EC Będzin Zagłębie Sosnowiec (7) 4:0 (22, 23, 26, 27 lutego)
  - KH GKS Katowice – EC Będzin Zagłębie Sosnowiec 8:0 (0:0, 5:0, 3:0)
  - KH GKS Katowice – EC Będzin Zagłębie Sosnowiec 7:2 (1:2, 5:0, 1:0)
  - EC Będzin Zagłębie Sosnowiec – KH GKS Katowice 2:3 d. (0:0, 2:1, 0:1, d. 0:1)
  - EC Będzin Zagłębie Sosnowiec – KH GKS Katowice 0:4 (0:2, 0:1, 0:1)
- KS Re-Plast Unia Oświęcim (3) – MKS Comarch Cracovia (6) 4:0 (23, 24, 27, 28 lutego)
  - KS Re-Plast Unia Oświęcim – MKS Comarch Cracovia 3:2 d. (0:1, 1:1, 1:0, d. 1:0)
  - KS Re-Plast Unia Oświęcim – MKS Comarch Cracovia 5:2 (2:0, 1:1, 2:1)
  - MKS Comarch Cracovia – KS Re-Plast Unia Oświęcim 2:5 (0:1, 1:2, 1:2)
  - MKS Comarch Cracovia – KS Re-Plast Unia Oświęcim 1:2 d. (1:0, 0:1, 0:0, d. 0:1)
- JKH GKS Jastrzębie (4) – KH Energa Toruń (5) 4:2 (23, 24, 27, 28 lutego, 3, 5 marca)
  - JKH GKS Jastrzębie – KH Energa Toruń 5:1 (3:1, 1:0, 1:0)
  - JKH GKS Jastrzębie – KH Energa Toruń 5:2 (2:0, 2:3, 1:0)
  - KH Energa Toruń – JKH GKS Jastrzębie 2:1 (1:0, 0:0, 1:1)
  - KH Energa Toruń – JKH GKS Jastrzębie 2:1 k. (0:0, 0:0, 1:1, d. 0:0, k. 1:0)
  - JKH GKS Jastrzębie – KH Energa Toruń 4:1 (2:0, 1:0, 1:1)
  - KH Energa Toruń – JKH GKS Jastrzębie 3:5 (0:1, 2:2, 1:2)

Półfinały:
- GKS Tychy (1) – JKH GKS Jastrzębie (4) 4:2 (9, 10, 13, 14, 17, 19 marca)
  - GKS Tychy – JKH GKS Jastrzębie 4:1 (0:1, 2:0, 2:0)
  - GKS Tychy – JKH GKS Jastrzębie 3:1 (1:1, 0:0, 2:0)
  - JKH GKS Jastrzębie – GKS Tychy 5:3 (1:1, 3:1, 1:1)
  - JKH GKS Jastrzębie – GKS Tychy 4:2 (2:0, 1:2, 1:0)
  - GKS Tychy – JKH GKS Jastrzębie 4:0 (1:0, 2:0, 1:0)
  - JKH GKS Jastrzębie – GKS Tychy 2:2 d. (1:0, 0:0, 0:1, d. 0:1)
- KH GKS Katowice (2) – KS Re-Plast Unia Oświęcim (3) 4:2 (10, 11, 14, 15, 18, 20 marca)
  - KH GKS Katowice – KS Re-Plast Unia Oświęcim 1:4 (0:1, 1:1, 0:2)
  - KH GKS Katowice – KS Re-Plast Unia Oświęcim 2:1 d. (0:0, 0:1, 1:0, d. 1:0)
  - KS Re-Plast Unia Oświęcim – KH GKS Katowice 1:4 (0:3, 1:1, 0:0)
  - KS Re-Plast Unia Oświęcim – KH GKS Katowice 3:2 (1:1, 1:0, 1:1)
  - KH GKS Katowice – KS Re-Plast Unia Oświęcim 2:1 (0:0, 0:0, 2:1)
  - KS Re-Plast Unia Oświęcim – KH GKS Katowice 2:4 (0:2, 1:1, 1:1)

Finał:
- GKS Tychy (1) – KH GKS Katowice (2) 4:3 (25, 26, 29, 31 marca, 3, 5, 7 kwietnia)
  - GKS Tychy – KH GKS Katowice 2:1 (0:1, 2:0, 0:0)
  - GKS Tychy – KH GKS Katowice 5:1 (2:0, 1:0, 2:1)
  - KH GKS Katowice – GKS Tychy 2:0 (2:0, 0:0, 0:0)
  - KH GKS Katowice – GKS Tychy 1:3 (0:0, 0:2, 1:1)
  - GKS Tychy – KH GKS Katowice 1:3 (1:0, 0:2, 0:1)
  - KH GKS Katowice – GKS Tychy 3:0 (0:0, 0:0, 3:0)
  - GKS Tychy – KH GKS Katowice 4:2 (1:1, 2:0, 1:1)

O 3. miejsce:
- KS Re-Plast Unia Oświęcim (3) – JKH GKS Jastrzębie (4) 0:2 (27, 29 marca)
  - KS Re-Plast Unia Oświęcim – JKH GKS Jastrzębie 1:2 d. (0:1, 1:0, 0:0, d. 0:1)
  - JKH GKS Jastrzębie – KS Re-Plast Unia Oświęcim 2:1 (0:0, 1:1, 0:0, d. 1:0)

### Skład triumfatorów
Skład zdobywcy mistrzostwa Polski – drużyny Re-Plast Unia Oświęcim - w sezonie 2023/2024:
| Sztab szkoleniowy: - Pekka Tirkkonen – główny trener - Adam Bagiński – asystent trenera - Jan Szalapniou – trener bramkarzy |  | Bramkarze: - Szymon Chabior - Tomáš Fučík - Kamil Lewartowski Obrońcy: - Roni Allén - Olaf Bizacki - Mateusz Bryk - Bartosz Ciura - Valtteri Kakkonen - Olli Kaskinen - Jan Matera - Bartłomiej Pociecha - Karol Sobecki - Olli-Petteri Viinikainen - Wojciech Wilczok |  | Napastnicy: - Jere-Matias Alanen - Mateusz Gościński - Rasmus Heljanko - Bartłomiej Jeziorski - Filip Komorski – kapitan - Jan Krzyżek - Szymon Kucharski - Daņila Larionovs - Matias Lehtonen - Alan Łyszczarczyk - Joona Monto - Dominik Paś - Wiktor Turkin - Mateusz Ubowski - Mark Viitanen |

## Końcowa kolejność
| Lp. | Drużyna                      | Uwagi                             |
| --- | ---------------------------- | --------------------------------- |
| 1.  | GKS Tychy                    | Zdobywca Pucharu Polski 2024      |
| 2.  | KH GKS Katowice              |                                   |
| 3.  | JKH GKS Jastrzębie           |                                   |
| 4.  | TH Re-Plast Unia Oświęcim    | Zdobywca Superpucharu Polski 2024 |
| 5.  | KH Energa Toruń              |                                   |
| 6.  | MKS Comarch Cracovia         |                                   |
| 7.  | EC Będzin Zagłębie Sosnowiec |                                   |
| 8.  | Texom STS Sanok              |                                   |
| 9.  | KH Podhale Nowy Targ         |                                   |